# David Copperfield (téléfilm, 1999)
Pour les articles homonymes, voir David Copperfield (homonymie) et Copperfield.
Pour plus de détails, voir Fiche technique et Distribution.
David Copperfield est un téléfilm britannique réalisé par Simon Curtis, produit et diffusé en 1999 par la BBC. Il est adapté du roman du même nom de Charles Dickens.

## Synopsis
Dans l'Angleterre du XIXe siècle, David Copperfield est venu au monde après la mort de son père. Sa mère décide de se remarier à Murdstone, un homme vil et cruel. De nouveau enceinte, celle-ci décède en couches laissant David seul face à son beau-père qui le persécute et l'envoie travailler dans un entrepôt. Le petit garçon est mis en pension chez la famille Micawber dont il se fera des amis. Mais quand ceux-ci quittent Londres, il décide de partir pour Douvres, seul endroit où il lui reste un membre de sa famille, sa tante Betsey Trotwood. Murdstone est averti de la fuite du jeune Copperfield et tente de le récupérer auprès de Mrs. Trotwood mais elle décidera de le garder et de l'élever. Reprenant ses études, il va alors loger chez Mr. Wickfield qui a une fille, Agnès, amoureuse de David.
Devenu adulte, David tombe amoureux et épouse Dora Spenlow qui mourra jeune quelque temps après leur mariage. Secondé par Micawber, David vient en aide à Mr Wickfield et comprendra qu'il n'a jamais cessé d'aimer la fille de celui-ci, la douce Agnès et connaîtra le bonheur auprès d'elle.

## Distribution
- Daniel Radcliffe : David Copperfield (jeune)
- Ciaran McMenamin : David Copperfield (adulte)
- Emilia Fox : Clara Copperfield, mère de David
- Pauline Quirke : Clara Peggoty, la servante des Copperfield
- Maggie Smith : Betsey Trotwood
- Trevor Eve : Edward Murdstone
- Bob Hoskins : Mr Micawber
- Zoë Wanamaker : Jane Murdstone
- James Thornton : Ham Peggoty
- Alun Armstrong : Daniel Peggoty
- John Normington : Dr Chillip
- Ian McKellen : Creakle, le directeur du pensionnat
- Imelda Staunton : Mrs Micawber
- Oliver Ford Davies : Mr Wickfield
- Joanna Page : Dora Spenlow
- James Grout : Mr Spenlow
- Morgane Slemp: Clara (jeune)
- Amanda Ryan : Agnes Wickfield (adulte)
- Cherie Lunghi : Mrs Steerforth
- Harry Llyod : Steerforth (jeune)
- Patsy Byrne : Mrs Gummidge